# Ciuta (piesă de teatru)
Ciuta este o piesă de teatru scrisă de Victor Ion Popa în 1918-1919. Premiera a avut loc la Teatrul Național din București la 13 septembrie 1922 sub regia lui Vasile Enescu și a lui Victor Ion Popa. Este piesa de teatru de debut a lui Popa. Denumirea piesei vine de la avertizarea doctorului Micu care îi spune nepotului său, Octav: Carmen e ca ciuta.

## Prezentare
Povestea are loc într-un orășel de provincie. Costea Moceanu este un îmbogățit fără scrupule care vrea să-și facă „ambiția” de a se căsători cu Carmen Anta. Carmen, o adolescentă, este însă îndrăgostită de Octav Soimu, nepotul doctorului Micu. Moceanu apelează la diferite strategii odioase pentru a se căsători cu Carmen, ajungând până la a-i propune lui Octav bani sau un loc de muncă bine plătit în străinătate sau s-o șantajeze pe Ana Anta, mătușa lui Carmen, cea care îi datorează bani.

## Personaje
- Carmen Anta, 21 de ani
- Ana Anta, 40 de ani, mătușa lui Carmen
- Maria Doctor Micu, 55 de ani
- Octav Șoimu, 25 de ani
- Doctor Micu, 60 de ani, unchiul lui Octav Șoimu
- Tache Voinea, 25 de ani, prietenul Anei Anta
- Costea Moceanu, 40 de ani, rentier
- Ema, prietena lui Carmen Anta

## Premiera și următoarele reprezentații
Premiera a avut loc în seara zilei de  13 septembrie 1922 sub regia lui Vasile Enescu și a lui Victor Ion Popa. În distribuție: Angela Luncescu, Cleo Cernățeanu, Ana Luca, Beatrice Crivițeanu, Alexandrina Gusty, Sonia Cluceru, Nicolae Soreanu, Olga Țăranu, Titina Onișor, Ion Tîlvan, George Vraca, C. Duțulescu, I. Sîrbul și C. Orendi. Piesa este primită cu entuziasm de către public și de critica de specialitate.
În perioada interbelică piesa a fost jucată pe scena teatrelor naționale din Iași, Craiova, Cernăuți și Cluj. După 1944 a fost jucată la Teatrul din Pitești sub regia lui Mihai Radoslăvescu și la teatrul din Bârlad (care acum poartă numele autorului) în regia lui Cristian Nacu.
La 17 noiembrie 1970 piesa a fost transmisă de către Televiziunea Română, în regia lui Geo Saizescu, având următoarea distribuție: 
- Mariana Mihuț ca Anta, Carmen
- Eugenia Bădulescu ca Ana Anta
- Fory Etterle ca Dr. Micu
- Nineta Gusti ca Maria dr. Micu
- Emil Hossu ca Octav Șoimu
- Ion Besoiu ca Take Voinea
- Ștefan Mihăilescu-Brăila ca Moceanu, Costea

## Aprecieri critice
Victor Ion Popa mărturisește că pentru această piesă de teatru a primit cinci premii, printre ele fiind și cel acordat de Asociația Criticilor Dramatici. 
Eugen Lovinescu, în Istoria literaturii contemporane spune despre această piesă: Cu toată fragilitatea construcției sale arhitectonice (actul III) și a literaturizării retorice a unor scene (actul II), «Ciuta» (1922) lui Victor Ion Popa are nu numai elementul viu al dialogului, ci și meritul unui întreg act (actul I) de atmosferă provincială admirabil prinsă, deși în slabă legătură cu țesătura piesei. Prin figura doctorului Micu și cea a nevestei sale, scriitorul dovedește darul observației minuțioase, esențială oricărei lucrări dramatice.
În 1923, datorită succesului acestei piese, Victor Ion Popa primește Marele Premiu Caragiale.